# Plebaantoren
De Plebaantoren is een relict van de eerste stadsmuur van Brussel, gebouwd in de 13e eeuw. Hij ligt ingekapseld door moderne bebouwing in de tuin van de plebaanswoning in de Wildewoudstraat. De benaming is ontleend aan die woning en dus hedendaags, want de Sint-Goedelekerk is nog maar sinds 1962 een co-kathedraal. Voordien had ze dus geen plebaan maar eenvoudig een pastoor.
Tegen de zuidkant van de Plebaantoren staan zes boogvormige traveeën van de walmuur, die de verbinding vormden met de in 1760 afgebroken Treurenbergpoort. Tegen de noordkant van de toren is een 17e-eeuwse bakstenen uitbreiding aangebouwd. Zoals de andere verdedigingstorens van de eerste omwalling is de Plebaantoren halfrond en opgetrokken uit zandsteen.